# حبق هرمي
حبق هرمي (الاسم العلمي:Ocimum pyramidatum) هو نوع من النباتات يتبع جنس الحبق من الفصيلة الشفوية.